# Český rejdič
Český rejdič je plemeno holuba domácího chované v České republice. Je to plemeno relativně mladé, uznáno bylo v roce 1951. Tvarem těla se podobá ostatním středozobým rejdičům: je to menší holub s mírně klenutou hlavou a vyšším a širším čelem, zobák je středně dlouhý. Oči jsou velké, perlové, obočnice úzké a jednokroužkové. Český rejdič má na týle lasturovitou chocholku bez postranních růžic.Nohy jsou opeřené a na prstech vyrůstají asi 5 cm dlouhé rousky. Chová se v pruhové kresbě základních barev a jako bělouši heterozygotní - grošovaní a pruhoví a homozygotní - černohrotí a čistě bílí se světlým i černým zobákem.
Je živý a temperamentní, jeho let je hladký a spirálovitý. Není příliš vytrvalý a k závodním účelům se nevyužívá.